# Oriol Canosa
Oriol Canosa (Tarragona, 1975) és un escriptor i llibreter català.
Ha publicat contes com La casa del professor Kürbis (Baula / Edelvives, 2013) i Apa! Et penses que ens ho creurem? (Cruïlla, 2015). També ha publicat les novel·les infantils L'illa de les cartes perdudes (Babulinka, 2014) i L'illa de Paidonèsia (La Galera, 2017) i ha col·laborat en les revistes Petit Sàpiens, Cavall Fort i BarçaKids. A banda de les publicacions destinades al públic infantil, és l'autor d'una Guía de bolsillo para personas inquietas (Intermón, 2009) sobre temes socials i ambientals, i durant anys va escriure un article setmanal al blog Donantdades sobre aquests temes. El juny del 2014 va obrir amb les seves sòcies Maite Sánchez i Maite Cusó la llibreria Pebre Negre, al carrer Clot, 41 de Barcelona. La llibreria està especialitzada en literatura infantil i juvenil i en gastronomia.

## Premis
- Premi Josep Maria Folch i Torres 2016 de novel·les per a nois i noies, amb L'illa de Paidonèsia.[1]
- Premi Ala Delta 2017, amb El islote de los perros[2]
- Premi Cavall Fort 2019 d'articles de divulgació.[3]